# 張弘道
張弘道（？—17世紀），字抱一，大名府長垣縣人，明朝、南明政治人物。

## 生平
張弘道是崇禎元年（1628年）的進士，獲授壽光知縣，遣散被白蓮教扇惑的人民，之後調任蘭陽，興建磚城，政平訟理；遷官刑部主事、郎中。戚繼光的宗子以棄城被議處死，張弘道為他辯白；調任職方，外任河北副使，陞河南參政。開封被包圍，他提出策略拒守，並乞求援軍。之後朝廷召任他為光祿卿和太僕少卿，後事不詳。

## 引用
1. 1 2  錢海岳《南明史·卷三十二·列傳第八》：張弘道，字抱一，長垣人。崇禎元年進士。授壽光知縣。奸民惑白蓮教陰扇和，多方散之。調蘭陽，創建甎城，政平訟理。遷刑部主事、郎中。
2. ↑  錢海岳《南明史·卷三十二·列傳第八》：戚繼光子嗣宗以委城論死，力申雪之。調職方，出為河北副使，陞河南參政。開封受圍，定策力拒，並乞援師。召光祿卿，擢太僕少卿。
3. ↑  《偏安排日事跡·卷七》：升原任河南副使張弘道太僕寺少卿。